# Сон білий
Сон білий, також сон альпійський, сон Шерфеля, анемона альпійська (Pulsatilla alba Reichenb.) — рослина родини жовтецевих. Народні назви: сон-трава біла, праліска альпійська, перелета.

## Опис

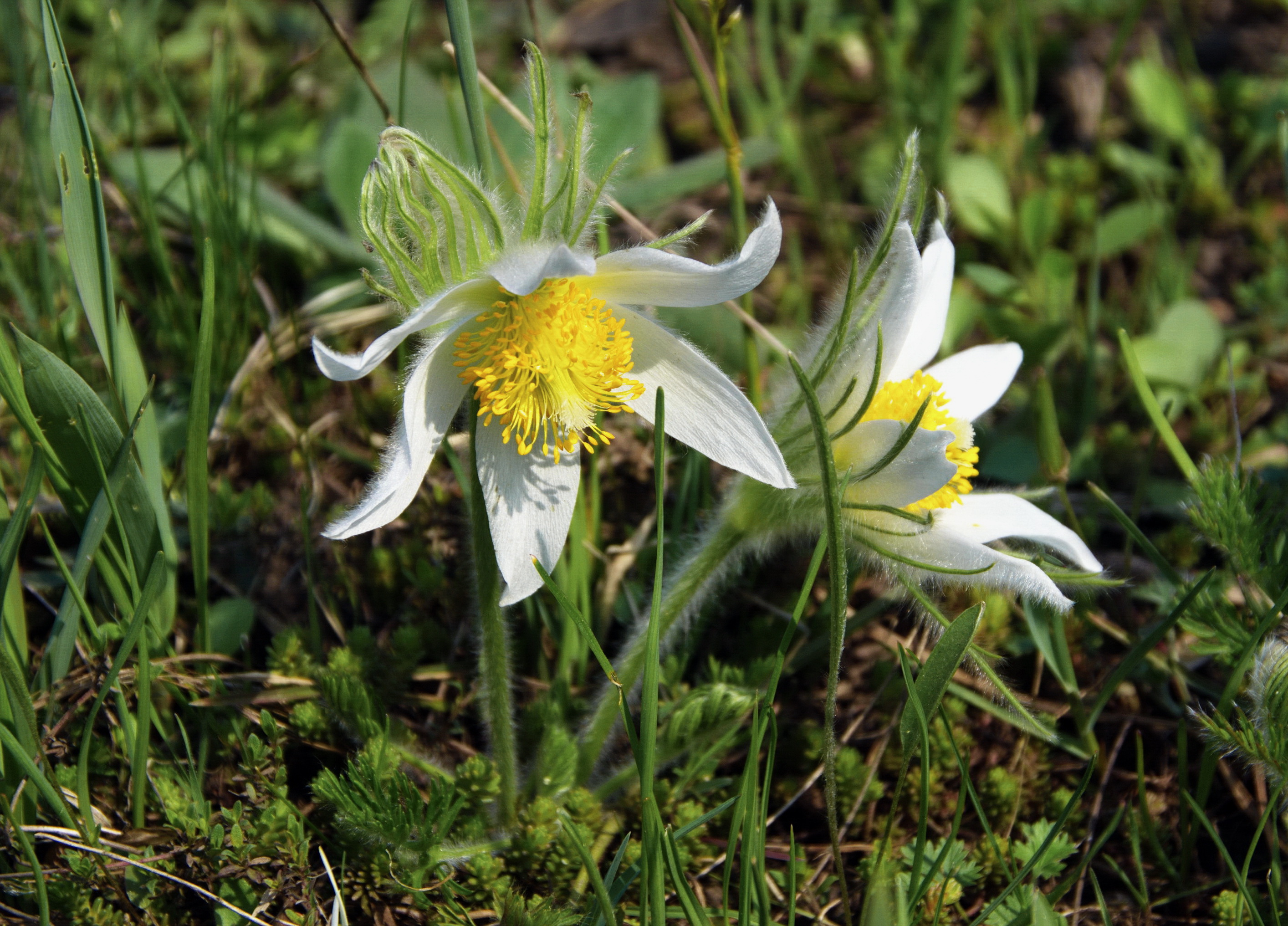
Сон білий на просторах Січеславщини

Гемікриптофіт. Багаторічник. Розвиває потужний стрижневий корінь і численні відгалуження каудекса, від якого розходяться столоноподібні підземні пагони. Листки з'являються наприкінці цвітіння, на довгих черешках і з глибоко 2-роздільними загостреними частками, прикореневі листки довгочерешкові з тричі трійчасто-складними пластинками. Листки приквіткового покривала на розширених при основі вільних черешках, двічі-трійчасті. Генеративні пагони 7-25 см заввишки, пазушні. Листки, пагони густо опушені, як і пелюстки з зовнішнього боку. Оцвітина широко розкрита, біла, квіти поодинокі, прямостоячі, пелюстки довжиною 2-2,5 см, цвіте у квітні-травні, а на найвищих вершинах навіть до середини липня. Плід багатогорішок, горішки з пірчасто опушеними остями. Розмножується насінням та вегетативно, за допомогою столонів. 

## Поширення

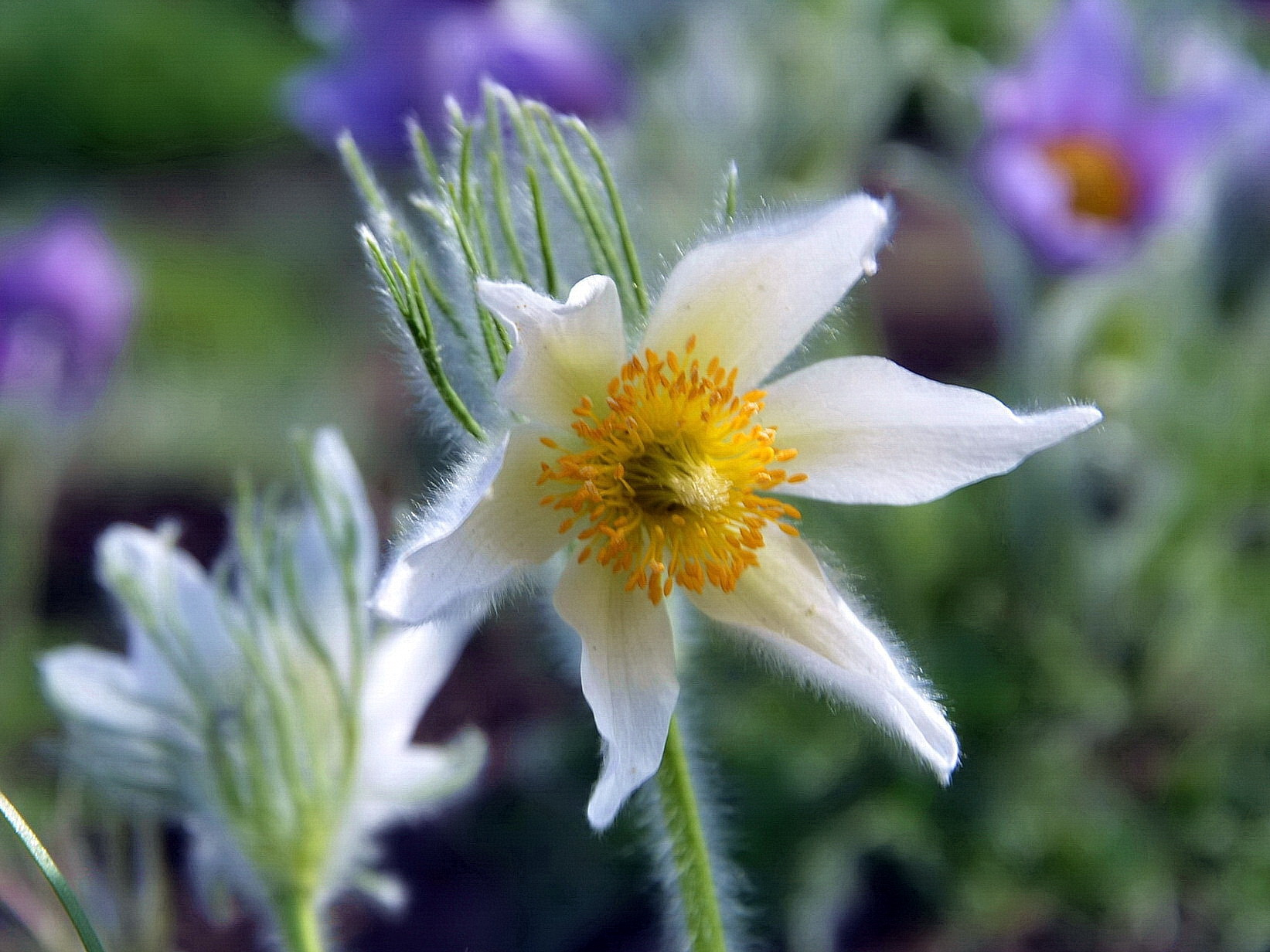
Сон білий на просторах Січеславщини

Зростає на луках субальпійського та альпійського поясів (1650—1960 м), місцями доходить до вершин, на скелястих місцях, переважно на карбонатному субстраті. Відомі місцезростання у Чивчинах,Мармароському масиві, на Чорногорі, Свидовці, в Ґорґанах, зрідка у Бескидах. Невеликий ареал рослини 2012 року виявлений у новоствореному заказнику Сині дубки на Київщині.
Ареал — гори Середньої Європи — від Північної Іспанії до Центральної Югославії і Карпат.

## Умови місцезростання
Зростає в субальпійському поясі на схилах різної експозиції, переважно на слабко задернованих ділянках, кам'янистих відслоненнях та осипищах, в асоціаціях Cystopteridetum fragilis, Salicetum herbaceae, Salicetum retuso-reticulatae, Festucetum pictae, Primulo (minimae)-Caricetum curvulae, Caricetum sempervirentis й ін. (кл. Asplenietea trichomanis, Elyno-Seslerietea, Saliceta herbaceae). Мезофіт.

## Охоронний статус
Під охороною в КБЗ і КНПП, рослина занесена до Червоної книги України (III категорія). Рослина декоративна, тому часто бездумно збирається туристами на букети. Як відзначає В.Кияк, особливо вразливі до зривання молоді особини, у яких асимілююча поверхня генеративних пагонів становить до 30 % від загальної. На наступний рік після зривання генеративних пагонів такі особини не цвітуть, а їхня життєвість знижується. Натомість у більш потужних рослин такого пригнічення не спостерігається. Сон білий використовується в народній медицині.